# Jang Hui
Jang Hui (poenostavljena kitajščina: 杨辉; tradicionalna kitajščina: 楊輝; pinjin: Yáng Huī), vljudnostno ime Čjanguang (謙光; pinjin: Qianguang), kitajski matematik, * 1238, Čjantang (danes Hangdžou), Kitajska, † 1298, Kitajska.
Poleg Li Jeja, Čin Džušaoja in Džu Šidžjeja je bil eden od najpomembnejših matematikov v obdobju dinastije Song (980-1279). Poznal je Pascalov trikotnik do 7. vrstice.
Ukvarjal se je z magičnimi kvadrati in binomskim izrekom.